# 수리가오주

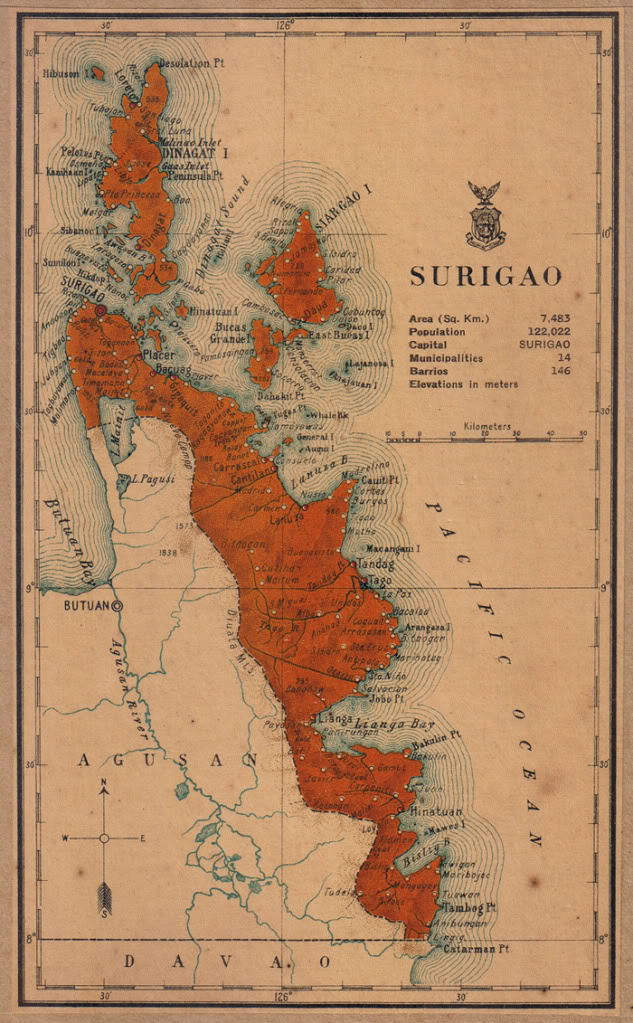
1918년 수리가오주

수리가오주(영어: Province of Surigao) 또는 수리가오주는 필리핀에 있었던 주이다. 1960년 수리가오주를 남수리가오주와 북수리가오주로 분할하며 폐지되었으며 2006년 12월 북수리가오에서 디나가트 제도주를 분리시켜 현재는 이들 3개 주로 나뉘어 있다.

## 같이 보기
- 북수리가오주
- 남수리가오주
- 디나가트 제도주